# Кюн, Фриц
Фриц Кюн (нем. Fritz Kühn; 29 апреля 1910[…], Мариендорф — 31 июля 1967[…], Берлин) — немецкий кузнец и фотограф, деятель декоративного искусства ГДР. Использовал ручную художественную ковку в своих работах. Лауреат Национальной премии ГДР.

## Биография

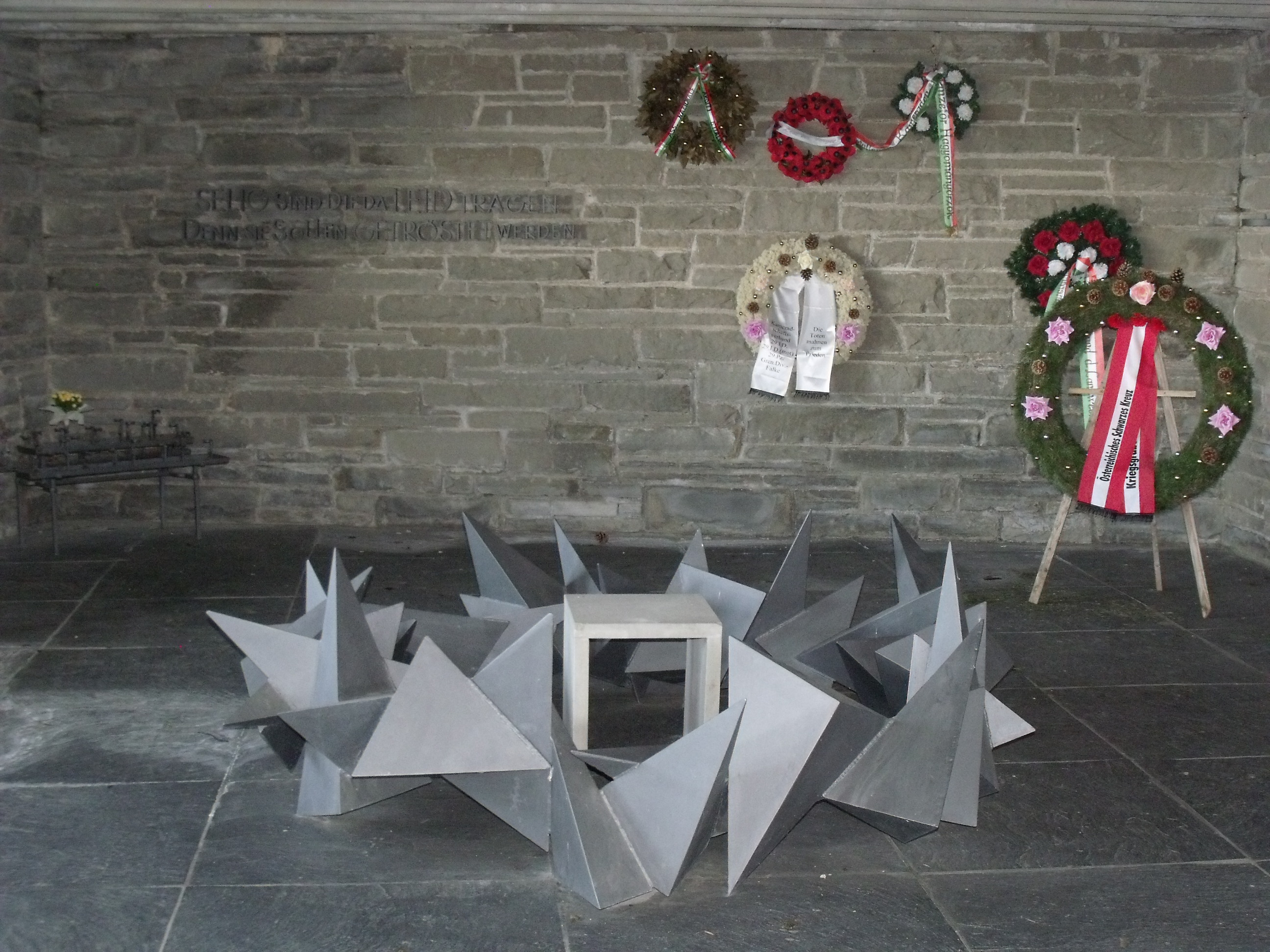
«Терновый венец» на немецком военном кладбище на перевале Фута. Художник Фриц Кюн (1964)

Родился 29 апреля 1910 года в берлинском районе Мариендорф в семье кузнеца Артура Кюна (1883—1944) и Флоры Кюн, урождённой Шульце (ум. ок. 1966).

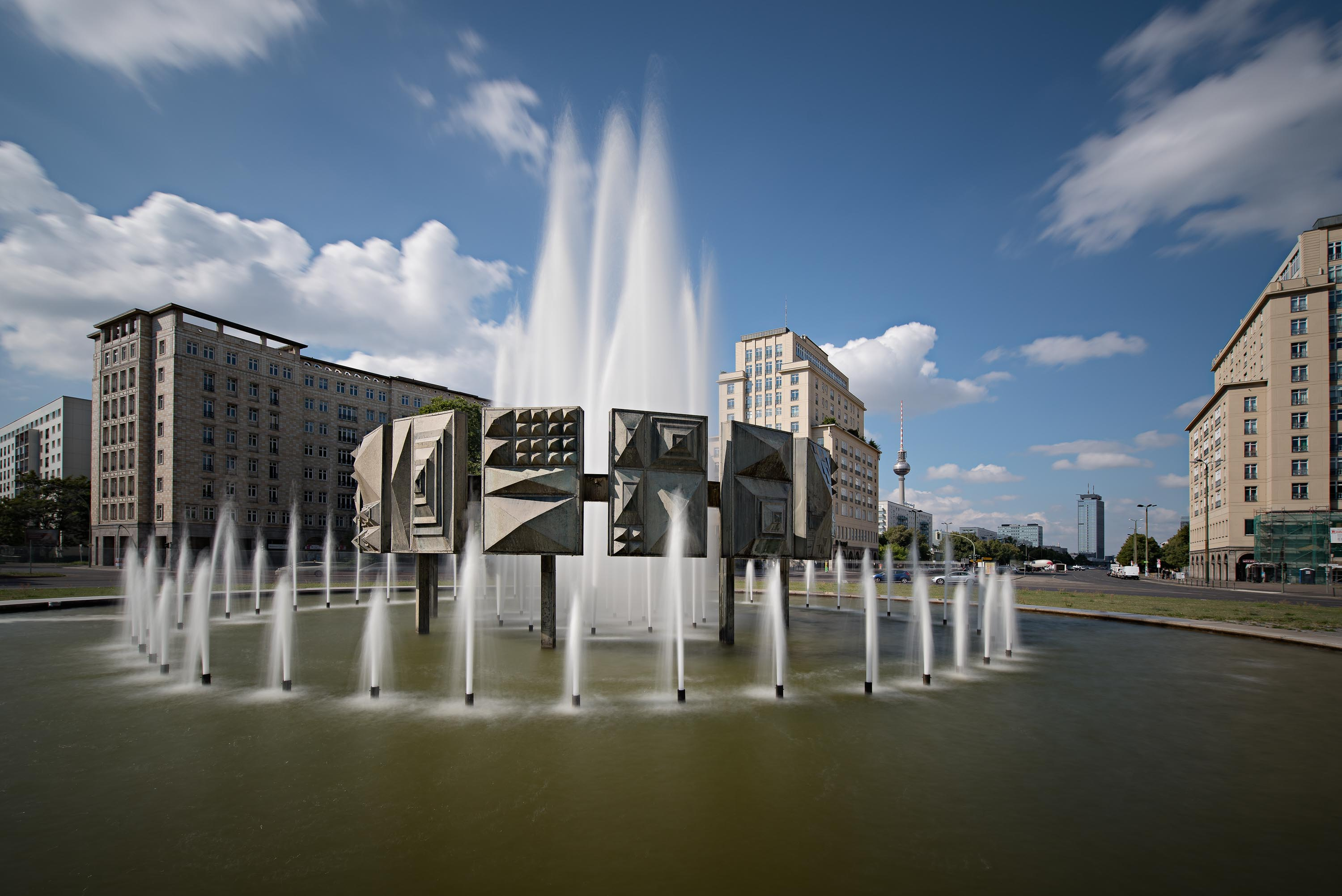
Фонтан на Штраусбергер-плац. Архитектор Хайнц Граффундер, художник Фриц Кюн (1966)

Освоил кузнечное дело в мастерской своего отца. Мастерская металлических конструкций и художественных изделий A. Kühn & Co., основанная в 1926 году Артуром Кюном и его невесткой Фанни Кюн, урождённой Бернхардт, специализировалась на художественной ковке. Мастерская выполняла работы на объектах летних Олимпийских игр 1936 года в Берлине, в частности изготовила металлические билетные кассы Олимпийского стадиона. В 1972 году была национализирована под названием Kunstschmiede Berlin. После объединения Германии Ахим Кюн (род. 1942) в 1990 году реприватизировал компанию своего деда, однако вынужден был продать её Штефану Фитткау. В 2020 году компания сменила название на Fittkau Metallgestaltung.

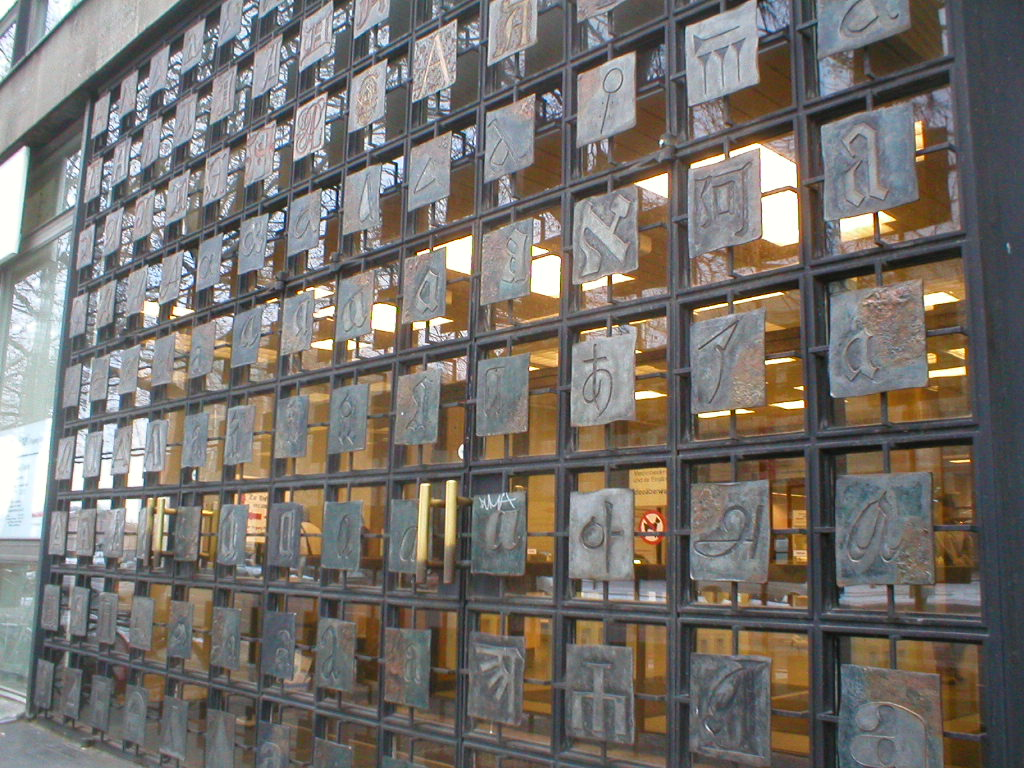
Вход в Берлинскую государственную библиотеку. Художник Фриц Кюн (1966)

После окончания школы получил профессию слесаря-инструментальщика. Работал учеником кузнеца. В 1937 году Фриц Кюн сдал экзамен на мастера и открыл собственную мастерскую на юге Берлина, в районе Грюнау. Мастерская была разрушена при бомбардировке Берлина во время Второй мировой войны в 1943—1945 годах.

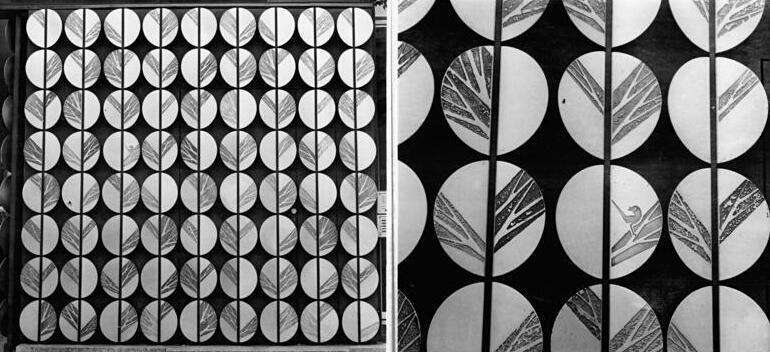
Украшения входа в посольство Польши в Берлине на Унтер-ден-Линден. Художник Фриц Кюн (1969)

Использовал традиции кузнечного искусства для создания новых художественных образов. Отдавал предпочтение простым и чистым конструктивным формам. Использовал разнообразные декоративные средства, природные мотивы, как растительные, так и животные. Например, изображение царевны-лягушки в средней части решётки перил Театра кукол в детском универмаге на Штраусбергер-плац. При оформлении парадного входа Берлинской государственной библиотеки (1966) использовал различные начертания буквы А с древних времён до наших дней (117 вариантов). Вход в посольство Польши в Берлине на Унтер-ден-Линден («Под липами») украсили 224 кованных стальных листа, стилизованных под листья липы (1969). Кюн оформил входной ризалит и двери Комише опер (1965—1966).

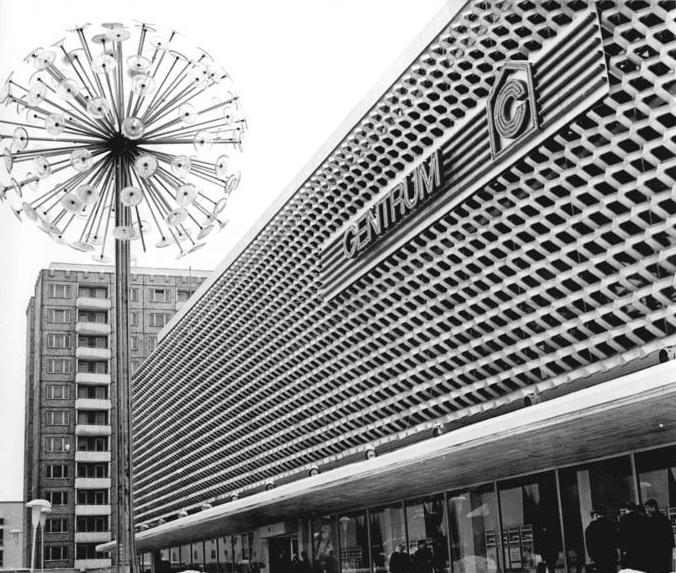
Универмаг «Центрум» в городе Зуль. Архитектор Xанс Лютер, художник Фриц Кюн (1971)

Кованными изделиями Кюна украшен собор Святой Ядвиги, восстановленный в 1952—1963 годах, Гефсиманская церковь.
Выполнял кузнечные работы для мемориалов на территории нацистских концлагерей Бухенвальд (1958) и Равенсбрюк (открыт в 1959).
Кюн много лет работал на строительстве центральной улицы восточного Берлина — аллее Сталина (переименованной в 1961 году в Карл-Маркс-аллее), выполнял кузнечные работы для высотного жилого дома на Вебервизе («первого дома в Берлине, построенного рабочими для рабочих», 1951), детского универмага на Штраусбергер-плац и других зданий, балюстрады куполных башен на Франкфуртских воротах (архитектор Герман Гензельман, 1955—1960), а также фонтан во внутреннем дворе кафе «Москва» (архитектор Йозеф Кайзер, 1961—1964). Венцом этой работы стал фонтан на Штраусбергер-плац  (архитектор Хайнц Граффундер, 1966) высотой 18 м, который образован 16 медными пластинами с рельефами. За работы по восстановлению городов ГДР в послевоенный период удостоен Национальной премии ГДР 3-й степени.
В начале 1950-х годов Кюн создал комплекс кованных заборов и ворот для дворца Шёнхаузен, резиденции президента Вильгельма Пика, алюминиевые фасады для гостевого дома в дворцовом парке Шёнхаузен (архитектор Вальтер Шмидт, 1967/1968), лестничные перила для школы искусства в Берлине-Вайсензее (архитектор Сельман Сельманагич, 1955/1956).
Фриц Кюн — крупный представитель применения «оформленной стали» как элемента строительства, которое выходит за пределы только целесообразности. Среди его работ — Универмаг «Центрум» в городе Зуль (архитектор Xанс Лютер, 1971), ажурные декоративные солнцезащитные «стенки» фасадов которого создают эффектную игру светотени.
Получил мировое признание после участия во Всемирной выставке 1958 года в Брюсселе: Кюн сделал решётку для павильона Германии (архитекторы З. Руф, Э. Айерман Эйерманн, 1956—1958). Решётку приобрёл город Линдау на Боденском озере и она находится в городском саду.
Автор 12 книг. В 1938 году в издательстве Ernst Wasmuth Verlag опубликовал книгу «Кованное железо» (Geschmiedetes Eisen). Впоследствии книга неоднократно переиздавалась, переведена на английский и французский языки. В 1951 году в издательстве E. A. Seemann опубликовал альбом художественной фотографии о природе и людях «Видеть и воплощать» (Sehen und Gestalten), там же в 1953 году альбом «Из моего гербария» (Aus meiner Gräsermappe), в 1957 году — «Железо и сталь» (Eisen und Stahl). В 1958 году в мюнхенском издательстве Bruckmann Verlag вышел альбом чёрно-белой фотографии «Композиции в чёрно-белом цвете» (Kompositionen in Schwarz und Weiß).
Умер 31 июля 1967 года в Берлине. В 1969 году в Луврском дворце прошла памятная выставка.

## Личная жизнь
Жена — Гертруда Мольденхауэр (Gertrud Moldenhauer). Сын — Ахим Кюн (Achim Kühn; род. 1942).

## Память
Именем Кюна названа улица (Fritz-Kühn-Straße) в районе Трептов-Кёпеник близ его мастерской.